# Одинцы (Кировская область)
Одинцы — опустевшая деревня в Слободском районе Кировской области в составе Каринского сельского поселения.

## География
Находится на расстоянии примерно 30 км по прямой на юго-восток от районного центра города Слободской на правобережье реки Чепца.

## История
Известна с 1802 года, когда здесь (деревня Марковская) было учтено 3 двора и 18 душ мужского пола. В 1873 году учтено дворов 7 и жителей 42, в 1905 9 и 62, в 1926 15 и 87, в 1950 26 и 66, в 1989 году оставалось 10 человек.  

## Население
Постоянное население  составляло 4 человека (русские 100 %) в 2002 году, 0 в 2010.